# Kính hiển vi quét đầu dò
Kính hiển vi quét đầu dò (tiếng Anh: Scanning probe microscopy, thường viết tắt là SPM) là tên gọi chung của nhóm kính hiển vi mà việc tạo ảnh bề mặt của mẫu vật được thực hiện bằng cách quét một mũi dò nhỏ trên bề mặt của mẫu vật. Nhóm kính hiển vi này ra đời vào năm 1981 với phát minh của Gerd Binnig và Heinrich Rohrer (IBM Zürich) về kính hiển vi quét chui hầm (cả hai đã giành giải Nobel Vật lý năm 1986 cho phát minh này).

## Các loại SPM
Hiện nay, người ta đang sử dụng và phát triển nhiều loại kính hiển vi quét đầu dò, có thể phân ra thành một số loại như sau:
- AFM, atomic force microscopy - kính hiển vi lực nguyên tử
- BEEM, ballistic electron emission microscopy - kính hiển vi phát xạ điện tử xung kích
- EFM, electrostatic force microscope - kính hiển vi lực tĩnh điện
- ESTM electrochemical scanning tunneling microscope - Kính hiển vi quét chui hầm điện hóa
- FMM, force modulation microscopy - Kính hiển vi biến điệu lực
- KPFM, kelvin probe force microscopy - Kính hiển vi sử dụng lực đầu dò Kelvin
- MFM, magnetic force microscopy - Kính hiển vi lực từ
- MRFM, magnetic resonance force microscopy - Kính hiển vi cộng hưởng lực từ
- NSOM, near-field scanning optical microscopy (hay SNOM, scanning near-field optical microscopy) - Kính hiển vi quang học quét trường gần
- PSTM, photon scanning tunneling microscopy - Kính hiển vi quét chui hầm quang tử
- PTMS, photothermal microspectroscopy/microscopy - Kính hiển vi phát xạ nhiệt
- SECM, scanning electrochemical microscopy - Kính hiển vi quét điện hóa
- SCM, scanning capacitance microscopy - Kính hiển vi quét điện dung
- SGM, scanning gate microscopy - Kính hiển vi quét cổng
- SICM, scanning ion-conductance microscopy - Kính hiển vi quét iôn dẫn
- SPSM spin polarized scanning tunneling microscopy - Kính hiển vi điện tử phân cực spin quét chui hầm
- SThM, scanning thermal microscopy - Kính hiển vi quét nhiệt
- STM, scanning tunneling microscopy - Kính hiển vi quét chui hầm
- SVM, scanning voltage microscopy - Kính hiển vi quét điện thế
- SHPM, scanning Hall probe microscopy - Kính hiển vi quét đầu dò Hall

## Ưu điểm của SPM
- Độ phân giải của kính không bị giới hạn do hiện tượng nhiễu xạ, mà chỉ bị giới hạn bởi kích thước của tương tác giữa đầu dò và mẫu, có thể nhỏ tới cấp picomet (10−12 m).
- Tương tác giữa mũi dò và mẫu được sử dụng làm một công cụ thao tác trên bề mặt, nhằm tạo ra các chi tiết nhỏ trong công nghệ nano (đây là kỹ thuật nanolithography - điêu khắc nano).

## Nhược điểm của SPM
- Quá trình ghi ảnh thường rất chậm do quá trình quét đòi hỏi thời gian lớn.
- Kích thước ảnh không lớn
- Chỉ cho ảnh vi cấu trúc bề mặt.